# Catalog de componente ale stelelor duble și multiple
Catalogul de componente ale stelelor duble și multiple (în franceză: Catalogue de composantes d'étoiles doubles et multiples, iar în engleză: Catalog of Components of Double and Multiple Stars, sigla fiind CCDM) este un catalog stelar publicat pentru prima oară în 1994, apoi reeditat în 2002, dedicat informațiilor relative la stelele duble și multiple.
Catalogul a fost creat de astronomii Jean Dommanget și Omer Nys de la Observatorul Regal al Belgiei, în scopul de a oferi un catalog de plecare pentru misiunea Hipparcos.
În prima sa ediție catalogul recenza 34.031 de sisteme multiple, număr crescut la 49.325 de sisteme în a doua ediție. Pentru fiecare ediție, catalogul listează poziția, magnitudinea aparentă, clasa spectrală și mișcarea proprie ale fiecărei componente.

## Nomenclatură
Sistemele repertoriate sunt numite după schema CCDM HHMMm±DDMM, partea HHDDm corespunzând ascensiei drepte a sistemului exprimat în ore, minute și zecimi de minut de ascensie dreaptă, iar partea ±DDMM corespunzând declinației exprimată în grade, precedată de semnul + sau -, și minute de unghi. Aceste coordonate sunt date în epoca J2000.0.